# Mineur de coffre
Mineur de coffre est une histoire en bande dessinée de Keno Don Rosa. Elle met en scène Balthazar Picsou avec ses neveux Donald Duck, Riri, Fifi et Loulou.

## Synopsis
En astiquant des pièces dans le coffre-fort de Picsou, Donald tombe sur une pièce avec une double face. Appâté par la valeur de cette pièce rare, il décide de proposer à Picsou un marché : travailler à moitié prix et en échange il pourra choisir les pièces de son salaire, Picsou accepte. Les pièces les plus anciennes se trouvant au fond du coffre-fort, Donald se lance alors dans une véritable opération minière dans le coffre-fort, ce qui va se révéler ne pas être sans risque.

## Fiche technique
- Histoire no KD 0190.
- Éditeur : Disney Comics.
- Titre de la première publication : The Money Pit (anglais).
- Titre en français : Mineur de coffre, cette histoire a précédemment été publiée sous les titres Le panier percé, et Donald mineur de coffre, Donald décoffreur de mine.
- 12 planches.
- Auteur et dessinateur : Keno Don Rosa.
- Première publication : Donald Duck adventures v2 (Disney) #1, États-Unis, juin 1990.
- Première publication en France : le Journal de Mickey n°2047, septembre 1991, sous le titre Le panier percé.